# Anticurialisme
L'anticurialisme est un courant philosophique, juridique et théologique né en Italie méridionale durant le XVIIe siècle, qui s’oppose à l’intervention de l’Église dans les affaires de l’État et défend l’indépendance de la juridiction séculière de l’ecclésiastique. La diffusion d’une littérature proche de thèses exposées contre le catholicisme a tenté de démontrer qu’il présentait tous les maux de l’Italie (et l’a « dévirilisée »).
Ce courant provient du mouvement juridictionaliste, qui cherchait la réduction des privilèges ecclésiastiques et la reconnaissance du pouvoir de l’autorité civile pour imposer des réformes à l’Église.

## Essor du mouvement
Le courant est né en Italie méridionale à partir de la seconde moitié du XVIIe siècle dans un contexte méfiance vis-à-vis de l’Église en particulier à la suite du concile de Trente.

## Anticurialisme aujourd’hui
Le concept d’anticurialisme est spécifique à une période qui va dès le concile du Trente jusqu’à la fin des privilèges féodaux du clergé. En raison de cela, l’anticurialisme est associé aujourd’hui à un anticléricalisme plus large. L’anticurialisme constitue une forme de traits lié à l’anticléricalisme. La notion d’anticurialisme a été supplantée par le terme anticléricalisme.

## Implications dans la société du temps

### Juridiques

#### Juridictionnalisme et anticurialisme
On ne peut pas parler d’anticurialisme sans parler de juridictionnalisme. « Ce mouvement est l’aboutissement, au XVIIIe siècle, des différents courants où l’on voit, dès le XIIIe siècle, des théologiens et des canonistes s’opposer aux ‘prétentions’ de la Curie romaine ». Le courant et la pensée anticurialiste naît du mouvement juridictionaliste. Ces deux mouvements sont étroitement liés par leur avis contre le pouvoir ecclésiastique et l’influence de ceci sur la juridiction étatique, et par sa défense de l’autorité civile. En plus, on peut arriver à dire que ces deux mouvements-là ont un désir affaiblir le pouvoir de l’Église sur l’État. Tous les deux partagent l’objectif d’une Église qui soit séparé de l´État et une indépendance l’une par rapport à l’autre.

### Socioreligieuses

#### Antijésuitisme et anticurialisme
L’antijésuitisme est fortement favorisé par le contexte anticurialiste qui a été développé au XVIIe siècle. Une des choses que l’anticurialisme dénonce avec ferveur est le lien existant entre Église et État, en tant qu’il existe une dépendance politique et juridique entre l’un et l’autre. Entre-temps les jésuites sont parvenus à devenir un ordre avec un important pouvoir politique avec l’évangélisation du nouveau monde. Les anticurialistes étaient hostiles à cette influence grandissante de l’ordre des jésuites. Ainsi nous pouvons constater des lignes de convergences entre l’anticurialisme et l’antijésuitisme : des idées antijésuites sont diffusées à travers des textes mais aussi dans des réunions informelles soutenues par des aristocrates, tels comme la famille Corsini, famille noble d’origine italienne, qui appuie l'« Archetto » dans son palais. Cet « Archetto » consiste en rencontrer « catholiques éclairés, augustiniens, "jansénistes", anticurialistes, [qui] […] trouve[nt] sa cohérence dans un antijésuitisme partagé ».

##### Suppression de la Compagnie de Jésus
L’exemple le plus illustratif de l’influence de la pensée anticurialiste dans la société du temps, est la suppression de la Compagnie de Jésus en tant qu’ordre religieux. Cet antijésuitisme à tendance anticuriale crée une atmosphère propice à la dissolution de la Compagnie. Ce qui a facilité cette dissolution est l’animosité envers les jésuites présente dans le royaume de Naples et le duché de Parme : « Dans ces deux États [Autriche et Italie] démangés par l’anticurialisme et l’antijésuitisme, les annonces de la suppression de la Compagnie de Jésus en France (novembre 1764) et en Espagne (27 février 1767) […] provoquèrent évidemment un énorme effet ; ces événements serviraient bientôt d’exemples au roi de Naples et au duc de Parme ».